# Maillet (Allier)
Maillet ist eine Ortschaft und eine ehemalige französische Gemeinde mit 279 Einwohnern (Stand 1. Januar 2022) im Département Allier in der Region Auvergne-Rhône-Alpes. Sie gehörte zum Arrondissement Montluçon und zum Kanton Hérisson.
Maillet wurde mit Wirkung vom 1. Januar 2016 mit den früheren Gemeinden Givarlais und Louroux-Hodement zu einer Commune nouvelle mit der Bezeichnung Haut-Bocage zusammengelegt und hat in der neuen Gemeinde den Status einer Commune déléguée. Der Verwaltungssitz befindet sich im Ort Maillet.
Nachbarorte sind Hérisson im Nordosten, Venas und Louroux-Hodement im Südosten, Givarlais im Süden, Reugny und Audes im Südwesten, Nassigny im Westen und Vallon-en-Sully im Nordwesten.

## Bevölkerungsentwicklung
| Jahr      | 1962 | 1968 | 1975 | 1982 | 1990 | 1999 | 2006 | 2015 |
| --------- | ---- | ---- | ---- | ---- | ---- | ---- | ---- | ---- |
| Einwohner | 415  | 407  | 326  | 319  | 309  | 322  | 364  | 326  |

## Sehenswürdigkeiten
- Kirche Saint-Denis aus dem 12. Jahrhundert, schrittweise erneuert bis ins 14. Jahrhundert
- Schloss Maillet aus dem 14. Jahrhundert
- Kapelle und Schloss aus dem 14. Jahrhundert

Siehe auch: Liste der Monuments historiques in Maillet